# Esther Hayut
Esther Hayut, en hebreo: אֶסְתֵּר חַיּוּת, (Herzliya, 16 de octubre de 1953) es una abogada y jueza  israelí que es la actual presidenta de la Corte Suprema de Israel desde el 26 de octubre de 2017.

## Biografía
Esther Avni nació en Herzliya, Israel, hija de Yehuda y Yehudit Avni, procedentes de Rumanía. Vivió en la comunidad Maabará, hoy barrio Yad HaTesha. Sus padres se divorciaron cuando ella era niña y su padre emigró a Reino Unido. Creció en casa de los abuelos, en el barrio de Neve Amal, en Herzliya.
Con 17 años, se trasladó a Eilat para vivir con la madre, que se hubo casado nuevamente. Completó la enseñanza media en Eilat en 1971. Tras terminar la secundaria, fue reclutada por las Fuerzas de Defensa de Israel, donde sirvió en la banda de música militar del Mando Central. Tras su dispensa del ejército, Hayut cursó Derecho en la Universidad de Tel Aviv, graduándose en 1977. Durante sus estudios de Derecho, conoció a su marido, David Hayut, con el que tuvo dos hijos. Hayut trabajó en bufete de abogados de Haim Yosef Zadok, exministro de Justicia de Israel, donde continuó trabajando como abogada asociada entre 1977 y 1985. Tras dejar la empresa, Esther Hayut abrió un despacho independiente junto con su marido, especializado en derecho comercial y civil.

## Carrera judicial
En marzo de 1990, Hayut fue nombrada jueza en Tel Aviv. En 1996 fue nombrada miembro del Tribunal del Distrito de Tel Aviv, donde tomó posesión en 1997. En marzo de 2003, Hayut fue nombrada jueza de la Corte Suprema de Israel, tomando posesión en marzo de 2004.
En mayo de 2015, Hayut fue nombrada Presidenta del Comité Electoral Central, responsable de las 20.ª elecciones al Parlamento de Israel. En 2017, Hayut fue elegida para sustituir a Miriam Naor como presidenta de la Corte Suprema, por un período de 6 años, hasta 2023, en consonancia con las leyes de Israel.